# Când viața îți dă lămâi, fă limonadă

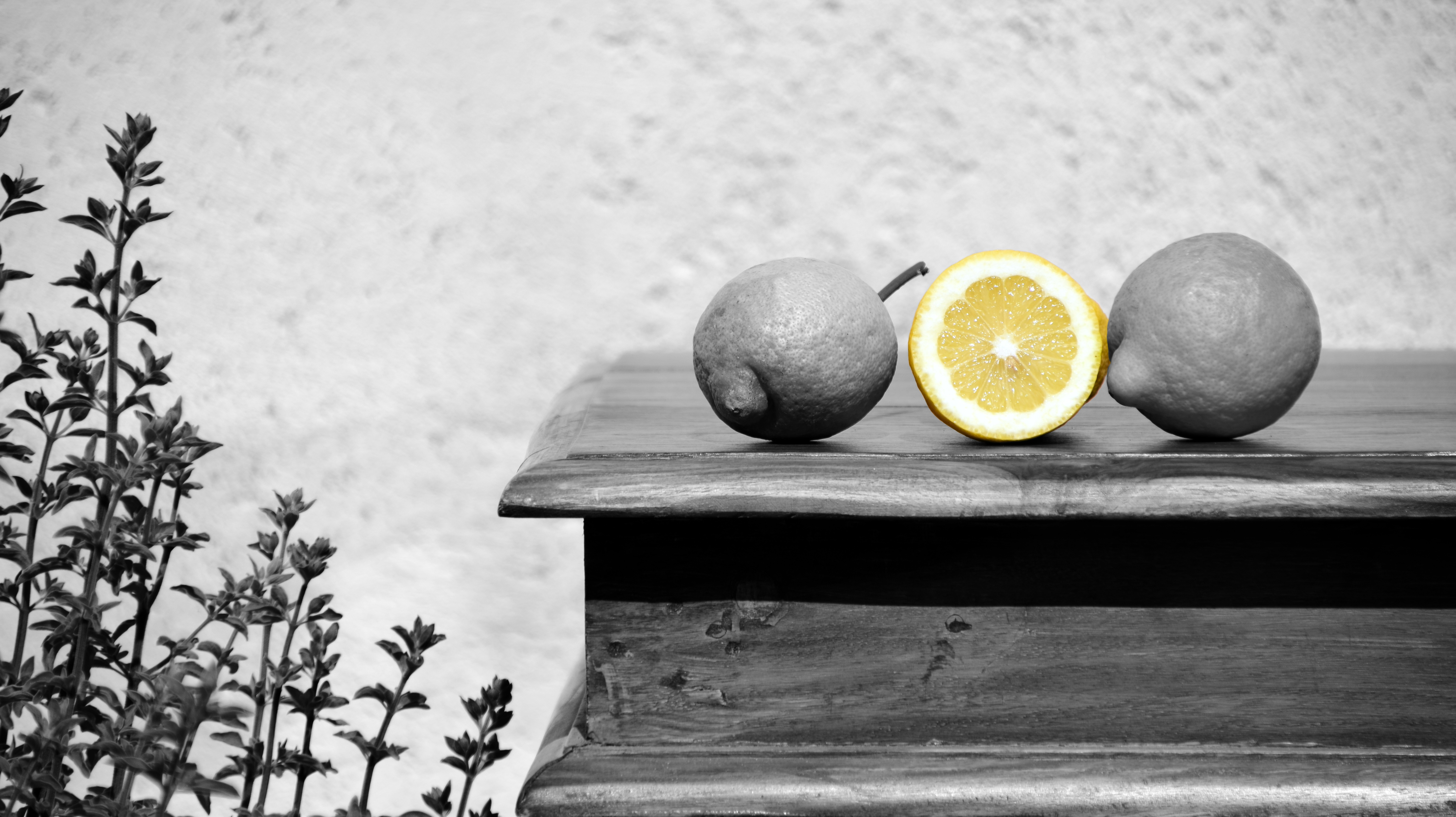
Lămâi pe un fundal gri.

„Când viața îți dă lămâi, fă limonadă” este o expresie proverbială utilizată pentru a încuraja optimismul și o atitudine pozitivă în fața unei adversități sau nenorociri. Lămâile sugerează acritura sau dificultatea din viață; a face din ele limonadă le transformă în ceva pozitiv sau de dorit.

## Originea
Fraza este creația scriitorului Elbert Hubbard în 1915 când a scris și a publicat un articol despre moartea lui Marshall Pinckney Wilder. Articolul, intitulat The King of Jesters (Regele Bufonilor), a apreciat atitudinea optimistă al lui Wilder și realizările lui față de dizabilitățile pe care le avea:
„El a fost o respingere a acestei declarații dogmatice, Mens sana in corpore sano. A fost o minte sănătoasă într-un corp nesăbuit. El a dovedit paradoxul etern al lucrurilor. El a câștigat în urma dizabilităților lui. El a ridicat lămâile pe care soarta îi le trimisese și și-a făcut un stand de limonadă.”
Deși expresia este creația lui Hubbard, mulți autori moderni
 i-o atribuie autorului de literatură motivațională Dale Carnegie, care a folosit-o în cartea sa din 1948 intitulată How to Stop Worrying and Start Living („Lasă grijile, începe să trăiești”). Versiunea lui Carnegie spune:
„Dacă ai o lămâie, fă o limonadă.”
 Carnegie l-a creditat pe Julius Rosenwald ca autor al expresiei.